# Unterseeboot U-166 (1918)
Pour les autres navires du même nom, voir Unterseeboot 166.
L'Unterseeboot U-166 est l’un des 329 sous-marins de la marine impériale allemande. Sous-marin de type Mittel U, lancé en 1918, il aurait dû participer à la guerre navale et prendre part à la première bataille de l'Atlantique, mais il n’a été commissionné qu’à la fin de la guerre. Il se rend le 21 mars 1919 et devient le sous-marin français Jean Roulier jusqu’au 24 juillet 1935, date à laquelle il est désarmé et ensuite démantelé.

## Conception
Les sous-marins de type U 93 ont été précédés par les sous-marins de type U 87, plus courts. L'U-166 avait un déplacement de 821 tonnes en surface et 1002 tonnes en immersion. Il avait une longueur hors tout de 71,55 m, et 56,05 m pour la coque sous pression, un maître-bau de 6,30 m, une hauteur de 8,25 m et un tirant d'eau de 3,88 m. Le sous-marin était propulsé par deux moteurs de 2400 ch (1800 kW) en surface et par deux moteurs de 1230 ch (900 kW) en immersion. Il avait deux arbres d'hélice et deux hélices de 1,70 m de diamètre. Il était capable de fonctionner jusqu’à 50 mètres.
La vitesse maximale du sous-marin était de 16,2 nœuds (30,0 km/h) en surface et de 8,2 nœuds (15,2 km/h) en immersion. Il pouvait parcourir 8500 milles marins (15700 km) à 8 nœuds (15 km/h) en surface et 50 milles marins (93 km) à 5 nœuds (9,3 km/h) en immersion. L'U-166 était armé de six tubes lance-torpilles de 50 centimètres, quatre à l’avant et deux à l’arrière, de douze à seize torpilles, et d’un canon de pont de 10,5 cm SK L/45. Il avait un équipage de trente-six hommes : trente-deux matelots et quatre officiers.